# Auditório Ibirapuera

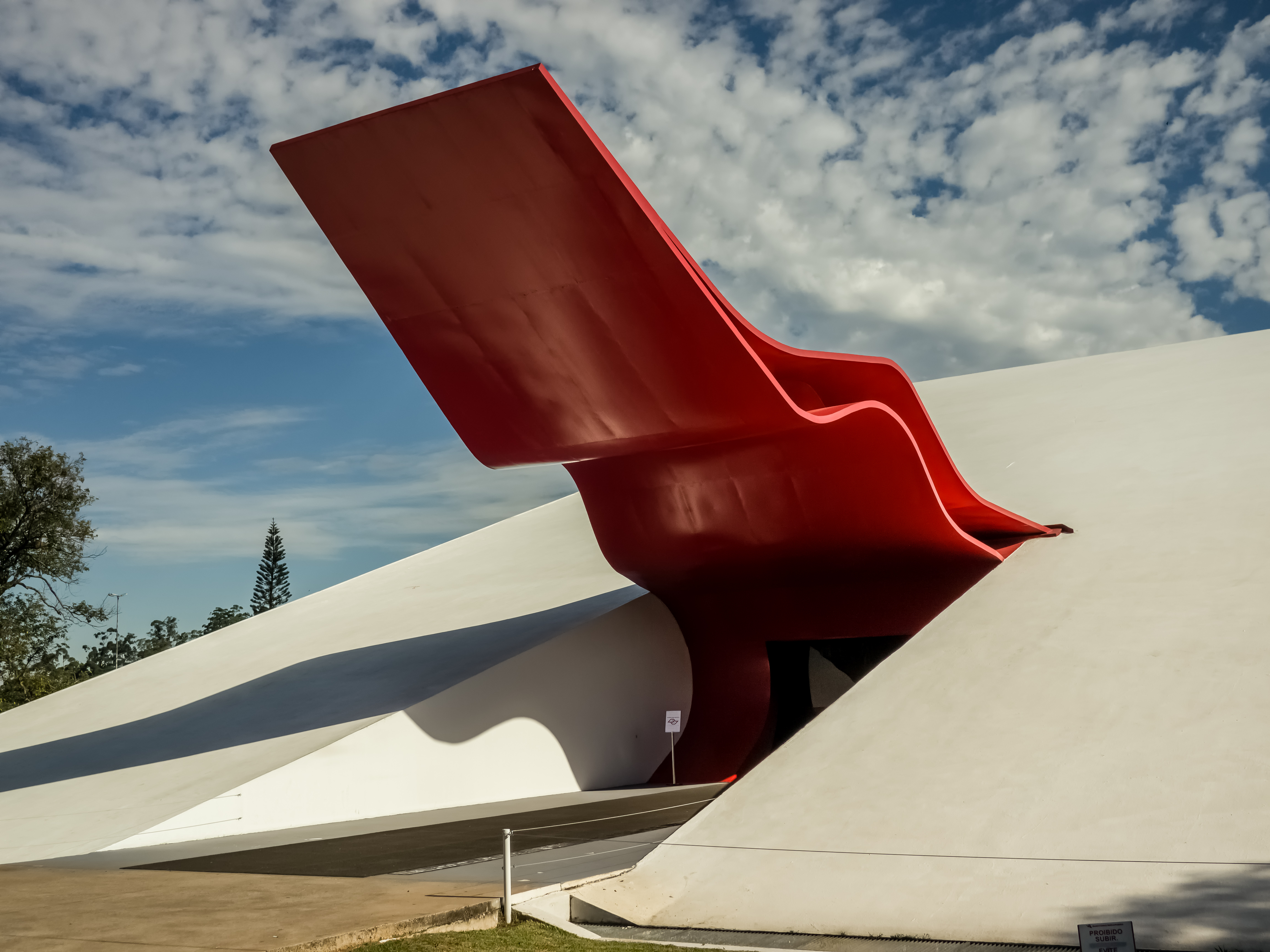
Eingang zum Auditório Ibirapuera im Ibirapuera-Park mit dem herausragenden architektonischen Detail

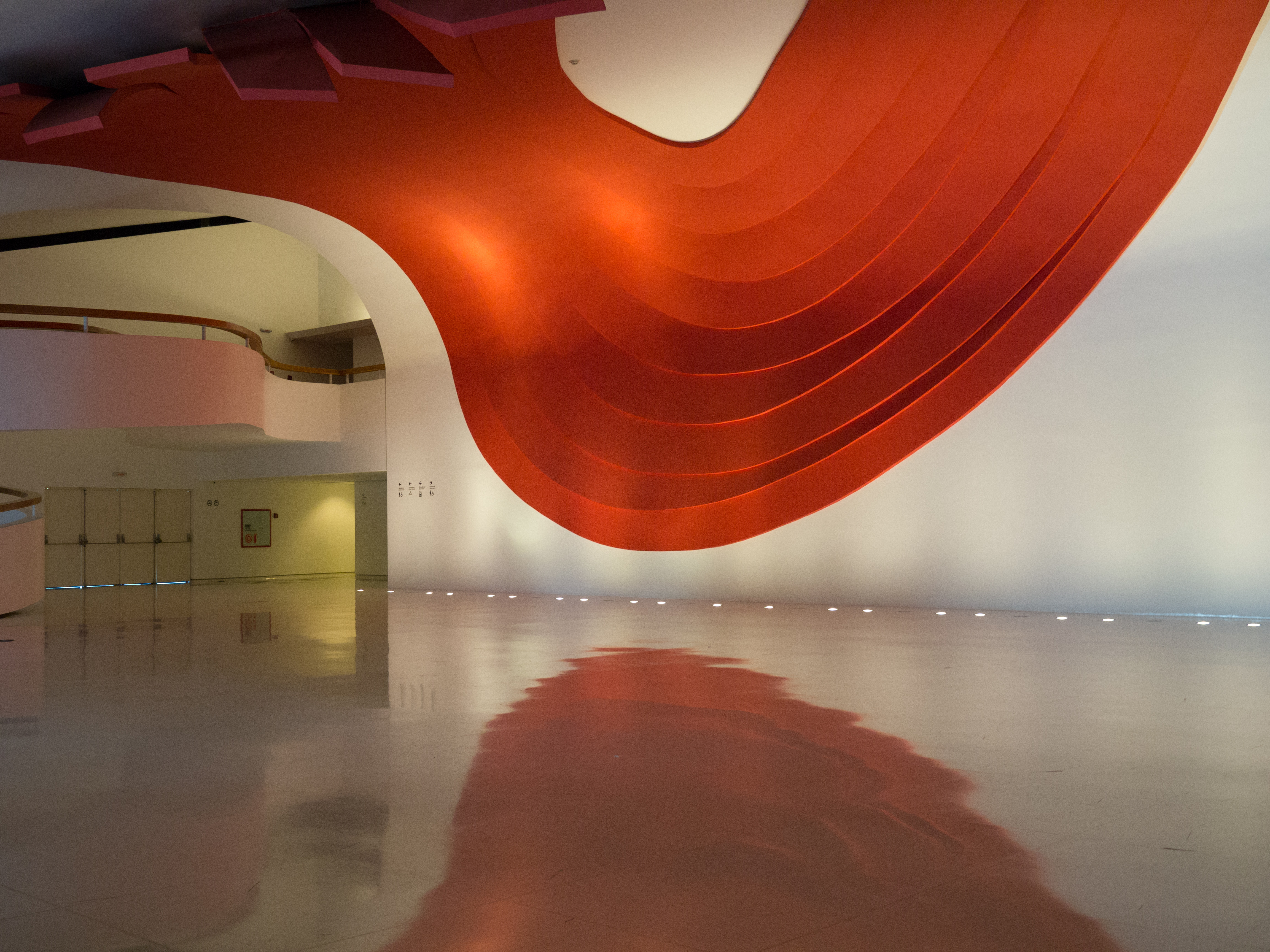
Innenansicht

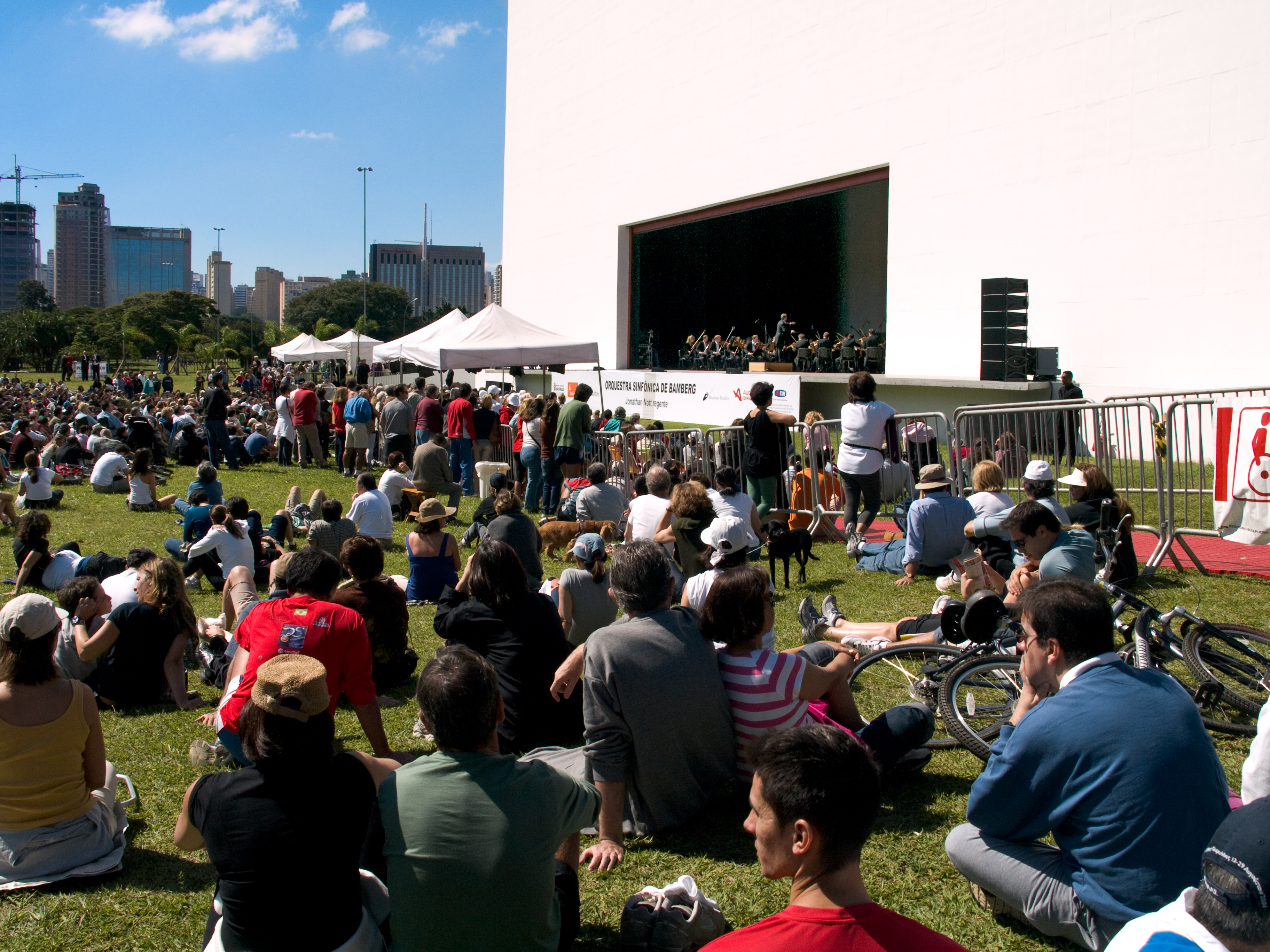
Konzert im Auditório Ibirapuera

Das Ibirapuera-Auditorium (portugiesisch: Auditório Ibirapuera) ist ein von Oscar Niemeyer entworfener Konzertsaal im Parque do Ibirapuera in São Paulo (Brasilien). Mit dem 2005 fertiggestellten Bau wird eine Gruppe von Gebäuden im Ibirapuera-Park vervollständigt, die der Architekt in den 1950er-Jahren konzipiert hatte.

## Architektonisches Konzept
Das Gebäude besitzt eine räumliche Einfachheit; es besteht aus einem einzigen Block, der in der Draufsicht die Form eines Trapezes und im Längsschnitt die eines Dreiecks aufweist. Wie die anderen Gebäude im Park und ein großer Teil der Werke Niemeyers ist das Auditorium aus weißgestrichenem Beton konstruiert. Das Projekt wurde 2002 begonnen und 2005 fertiggestellt. Die bebaute Fläche umfasst 7000 m2. 800 Personen finden im Besucherraum Platz.
Die einzigartige Form und Raumaufteilung unterscheiden es von anderen Konzertsälen, die meist dem Entwurf der Opéra Garnier im 19. Jahrhundert folgen. Es ist in drei Teile aufgeteilt, die von außen nach innen auf einander folgen: Foyer, der Raum für das Publikum und die Bühne. 
Die Gruppe, die das Auditorium zusammen mit dem Oca bildet, besteht aus zwei Gebäuden aus reinen und weißen geometrischen Körpern und gilt als die wichtigste Eigenschaft in dem Projekt vom architektonischen Standpunkt aus. Ein Platz, ein Zelt und eine Fußgängerbrücke sollten die Gruppe komplettieren, wurden aber nicht realisiert.
Ein Vordach, das in rot gestrichenem Metall ausgeführt wurde, bedeckt den Haupteingang und gibt dem Gebäude seine Identität, die es charakterisiert und von den anderen Gebäuden unterscheidet. Aus diesem Grund bilden Form und Farbe des Elementes die Marke des Auditoriums und agieren als architektonisches Logo. Offiziell wird es Labareda genannt, nach dem portugiesischen Worte für Flamme.

## Innere Aufteilung
Im ersten Stock führt das Foyer zur Bühne und zum Zuschauerraum. Im Untergeschoss sind eine Bar, Räume für die Verwaltung, die Musikschule und Garderoben untergebracht. Das Gebäude verfügt über ein 20 Meter breites rückwärtiges Tor, welches im geöffneten Zustand das Bühnengeschehen für Besucher des Parkes sichtbar macht.